# Dactylorhiza megapolitana
Dactylorhiza megapolitana là một loài thực vật có hoa trong họ Lan. Loài này được (Bisse) Soó mô tả khoa học đầu tiên năm 1969.